# Гимн Мьянмы
Гимн Союза Мьянма — патриотическая песня «До скончания веков мы будем любить нашу Мьянму», написанная в 1930 г. композитором Схая Тином. Мелодия будущего гимна была впервые публично исполнена самим композитором 20 июля 1930 г., в 5 часов вечера в центре Рангуна (тогда резиденции колониальных властей), у подножия буддийской ступы Шведагон — национального символа Бирмы.
После подписания англо-бирманского соглашения о предоставлении Бирме независимости в 1947 г. специально сформированный комитет по национальным символам утвердил патриотическую композицию, полтора десятилетия объединявшую борцов за независимость страны, в качестве официального гимна молодого бирманского государства, а Схая Тин в награду за её создание получил от правительства премию в 1000 кьят.
Композиция «До скончания веков мы будем любить нашу Мьянму», в отличие от национального флага и герба, неоднократно изменявшихся правящими режимами на протяжении новейшей истории страны, пережила два военных переворота (1962 и 1988) и продолжает оставаться официальным гимном Союза Мьянма по сей день.
Мьянманский гимн исполняется сидя. После его исполнения, по традиции, певец обязан поклониться в знак уважения к стране и её народу.

## Текст гимна

### На бирманском языке
| Бирманское письмо | Транскрипция МФА |
| --- | --- |
| တရားမျှတ လွတ်လပ်ခြင်းနဲ့မသွေ၊ တို့ပြည်၊ တို့မြေ၊ များလူခပ်သိမ်း၊ ငြိမ်းချမ်းစေဖို့၊ ခွင့်တူညီမျှ၊ ဝါဒဖြူစင်တဲ့ပြည်၊ တို့ပြည်၊ တို့မြေ၊ ပြည်ထောင်စုအမွေ၊ အမြဲတည်တံ့စေ၊ အဓိဋ္ဌာန်ပြုပေ၊ ထိန်းသိမ်းစို့လေ။ 𝄆 ကမ္ဘာမကျေ၊ မြန်မာပြည်၊ တို့ဘိုးဘွား အမွေစစ်မို့ ချစ်မြတ်နိုးပေ။ 𝄇 ပြည်ထောင်စုကို အသက်ပေးလို့ တို့ကာကွယ်မလေ၊ ဒါတို့ပြည် ဒါတို့မြေ တို့ပိုင်နက်မြေ။ တို့ပြည် တို့မြေ အကျိုးကို ညီညာစွာတို့တစ်တွေ ထမ်းဆောင်ပါစို့လေ တို့တာဝန်ပေ အဖိုးတန်မြေ။ | [tɪ.já m̥ja̰.ta̰ lʊʔ.laʔ t͡ɕʰɪ́ɴ nɛ̰ mə t̪wè] [do̰ pjè ǀ do̰ mjè] [mjá lù kʰaʔ.t̪éɪ̯ɴ ɲéɪ̯ɴ.d͡ʑáɴ zè βo̰ ǀ] [kʰwɪ̰ɴ tù.ɲì m̥ja̰ ǀ wà.da̰ (ǀ) pʰjù.sɪ̀ɴ dḛ pjè] [do̰ pjè ǀ do̰ mjè ǁ] [pjì.dàʊ̯ɴ.zṵ ʔ(ə.)mwè ʔ(ə.)mjɛ́ tì.da̰ɴ zè] [ʔ(ə.)deɪ̯ʔ.tʰàɴ pjṵ βè ǀ tʰéɪ̯ɴ.t̪éɪ̯ɴ zo̰ lè] 𝄆 [ɡ(ə.)βà mə t͡ɕè ǀ mjàɴ.mà pjè] [do̰ βó.bwá ʔ(ə.)mwè sɪʔ mo̰ t͡ɕʰɪʔ mjaʔ nó βè] [pjì.dàʊ̯ɴ.zṵ ɡò ʔ(ə.)t̪ɛʔ pé lo̰ do̰ kà ɡwɛ̀ m(ə.)lè] [dà do̰ pjè dà do̰ mjè do̰ pàɪ̯ɴ.nɛʔ mjè] [do̰ pjè ǀ do̰ mjè ǀ ʔ(ə.)t͡ɕó ɡò ǀ ɲì.ɲà zwà do̰ d(ə.)dwè] [tʰáɴ s̤àʊ̯ɴ bà zo̰ lè ǀ do̰ tà.wʊ̀ɴ bè ʔ(ə.)pʰó tàɴ mjè] |

### Русский перевод
Примечание: Русский текст в данном разделе выполнен по английскому переводу.
Где торжествуют справедливость и независимость

(Это наша страна… наша земля.)

Где торжествуют равноправие и верная политика,

Ведущая людей к мирной жизни

(Это наша страна… наша земля.)

Мы торжественно обещаем сохранить,

Союз, [наше] наследие, навсегда.
(До конца света, Мьянма,

Наше истинное наследство от предков, мы [будем] любить и ценить её!)

Мы будем сражаться и отдадим наши жизни за союз,

Эту страну и наши собственные земли,

За её процветание мы ответственно встанем

Как один на службу нашей драгоценной земле.